# Francisco Suárez Arteaga
Francisco Suárez Arteaga (Las Palmas de Gran Canaria, 6 de enero de 1987) conocido como Francis Suárez es un futbolista español. 

## Trayectoria
Se formó, junto a su hermano gemelo Sergio, en las categorías inferiores de la U.D. Las Palmas, club al que perteneció durante ocho temporadas, con la excepción de dos cesiones, primero al Castillo CF y años más tarde a la SD Ponferradina. En la temporada 2013-14 se quedó sin ficha, al no entrar en los planes del club.
Pocos días antes de terminar esa temporada se desvincula totalmente del club canario para fichar por el Inter Turku de la Primera división finlandesa.
En enero de 2016, tras año y medio sin equipo, se incorpora a la disciplina del CD Izarra de la Segunda División B de España. Al finalizar la temporada ficha por el Songkhla United de la División 1 segunda categoría de Tailandia, donde vuelve a coincidir con su hermano.
En la temporada 2018-19 vuelve a formar parte del CD Izarra para jugar en Segunda B. Sin embargo abandona el equipo en enero de 2019.

## Clubes y estadísticas
- Actualizado al último partido jugado el 6 de enero de 2019.[7]

| Club                     | País      | Temporada | Competición         | Par. | Goles |
| ------------------------ | --------- | --------- | ------------------- | ---- | ----- |
| Castillo CF (cedido)     | España    | 2005-2006 | Segunda B           | 27   | 3     |
| Las Palmas Atlético      | España    | 2006-2007 | Tercera División    | 33   | 12    |
| UD Las Palmas            | España    | 2006-2007 | Segunda División    | 1    | 0     |
| UD Las Palmas            | España    | 2007-2008 | Segunda División    | 20   | 0     |
| UD Las Palmas            | España    | 2008-2009 | Segunda División    | 10   | 0     |
| UD Las Palmas            | España    | 2009-2010 | Segunda División    | 19   | 1     |
| UD Las Palmas            | España    | 2009-2010 | Copa del Rey        | 1    | 0     |
| SD Ponferradina (cedido) | España    | 2010-2011 | Segunda División    | 7    | 1     |
| UD Las Palmas            | España    | 2011-2012 | Segunda División    | 7    | 0     |
| UD Las Palmas            | España    | 2011-2012 | Copa del Rey        | 1    | 0     |
| Inter Turku              | Finlandia | 2014      | Veikkausliiga       | 17   | 2     |
| CD Izarra                | España    | 2015-2016 | Segunda B           | 12   | 2     |
| Songkhla United FC       | Tailandia | 2016-2017 | Liga 2 de Tailandia | ?    | ?     |
| CD Izarra                | España    | 2018-2019 | Segunda B           | 16   | 0     |